# Roberto Bassas
Roberto Bassas Figa (1889-1939) fue un abogado y dirigente falangista español. Fue uno de los fundadores de Falange Española en Barcelona en 1933.

## Biografía
Nacido en Castellón de Ampurias en 1889, era hijo de labradores acomodados. Abogado de profesión, se estableció en Barcelona, donde fue miembro del grupo La Opinión —encuadrado en el catalanismo de izquierdas—. Fue compañero de profesión de Lluís Companys.
Amigo personal de José Antonio Primo de Rivera, participó en la fundación de la Falange en Cataluña junto con José Ribas Seva, Luys Santa Marina, Carlos Trias Bertran entre otros. Fue nombrado jefe territorial de Falange en Cataluña, pero era un hombre más teórico que de acción, lo que le enfrentó a menudo con Luys Santa Marina —más partidario de la acción directa escuadrista—. En noviembre de 1935 fue elegido miembro del I Consejo Nacional de Falange Española y de las JONS
Cuando José Antonio Primo de Rivera fue encarcelado en Alicante ideó un plan para rescatarlo, pero fue a Barcelona para preparar el Alzamiento del 18 de julio de 1936 y no pudo llevarlo a cabo. Fracasado el levantamiento en la Ciudad Condal, se escondió en casa de su hermana Francesca hasta que fue delatado y hecho prisionero con su hermano Andrés a finales de 1938. Fue torturado en una checa de Barcelona. El 30 de enero de 1939 fue asesinado durante el fusilamiento masivo de medio centenar de prisioneros en el santuario de Santa María del Collell, junto con su hermano Andrés, José Aluja Roca, Osete, Felman y Rafael Sánchez Mazas, quien sobrevivió.
Le fue dedicada una calle de Barcelona, actualmente calle de Sabino Arana.